# Zavoj, Bulgarien
Zavoj (bulgariska: Завой) är ett distrikt i Bulgarien.   Det ligger i kommunen obsjtina Tundzja och regionen Jambol, i den centrala delen av landet, 260 km öster om huvudstaden Sofia.
Trakten runt Zavoj består till största delen av jordbruksmark. Runt Zavoj är det ganska glesbefolkat, med 30 invånare per kvadratkilometer.